# 龍弘元
龍弘元（1988年10月24日—）為前臺灣男子籃球運動員，場上位置為中鋒，現擔任國立虎尾科技大學籃球隊中鋒教練。

## 學生生涯
龍弘元畢業於新化高工，大學報考國立高雄師範大學，大三只打大專籃球聯賽（UBA）三場預賽即被教練徐耀輝趕出球隊，之後龍弘元向教練道歉、大四重返球隊，研究所北上就讀中國文化大學。

## 職業生涯
第十季超級籃球聯賽開始效力台灣啤酒，第十三季超級籃球聯賽轉隊到臺灣銀行，2020年3月右膝進行手術，第十七季超級籃球聯賽結束後褪下球衣轉往麥寮高中與土庫國小服務，隔年T1聯盟臺南台鋼獵鷹成立後決定復出並擔任球隊隊長。2023年2月23日，臺南台鋼獵鷹註銷龍弘元。4月16日，臺南台鋼獵鷹為龍弘元舉行引退儀式。

## 教練生涯
2023年6月10日，龍弘元擔任國立虎尾科技大學籃球隊中鋒教練。

## 外部連結
- 龍弘元的Instagram帳戶
- 龍弘元在超級籃球聯賽官網
- 龍弘元在Eurobasket.com（球員）（英语）